# Владислав Фролов
Владислав Фролов  (рус. Владислав Юрьевич Фролов; Тамбов, СССР, 25. јануар 1987) је руски атлетичар, чија је специјалност дисциплина трчање на 400 метара.
Први успех је забележио на Универзијади 2005. у Измиру са штафетом 4 х 400 метара, освајањем трећег места.
Године 2006. је био првак Русије у трци на 400 метара. Исте године на Европском првенству у Гетеборгу је овојио сребрну медаљу на 400м са личним рекордом 45,09 сек.
После тог успеха постаје члан руске штафете 4 х 400 метара са којом на Европском првенству у дворани 2007. у Бирмингему поново осваја друго место. Штафета је трчала у саставу:Иван Бузолин, Фролов, Максим Дилдин и Артем Сергејенков. Руска штафета је стига трећа, али је немачки такмичар у последњој измени Bastian Swillims ометао руског тркача, па је штафета дисквалификована, чиме је изгубилапрво место, па су се остали померили по једно место.
Највећи успех је постигао као члан руског олимпијског тима 2008. у Пекингу, где је са штафетом 4 х 400 метара освојио бронзану медаљу и поставио национални рекорд у времену 2:58,06. Штафета је трчала у сатаву: Максим Дилдин, Фролов, Антон Кокорин и Денис Алексејев.
На Купу европе у дворани 2008, у Москви трчао је трећу деоницу у мешовитој штафети на 2.000 метара (800/600/400/200 м) (Дмитриј Богданов (800м), Јуриј Борзаковски (600), Фролов (400м) и Роман Смирнов 8200) и победио.

## Награде и звања
- Заслужни мајстор спорта Русије
- Орден „За заслуге пред Отечеством“ II степен - За допиринос у развитку физичке културе и спорта, великих спортских достигнућа на Играмах XXIX Олимпиаде 2008. године у Пекингу (2009)[2]